# Liste von Wasserkraftwerken in Italien
Die Wasserkraftwerke in Italien werden sowohl auf einer Karte als auch in einer Tabelle (mit Kennzahlen) dargestellt. Die Liste ist nicht vollständig.

## Karte
| Anapo |

| Capriati |

| Presenzano |

| Edolo |

| Entracque |

| Kardaun |

| Roncovalgrande |

| SanFio |

| Stazzona |

## Wasserkraftwerke
| Name des Kraftwerks          | Inst. Leistung (MW) | Fluss bzw. Oberbecken                                     | Region            | Status     |
| ---------------------------- | ------------------- | --------------------------------------------------------- | ----------------- | ---------- |
| Ala                          | 48,52               | Etsch                                                     | Trentino-Südtirol | in Betrieb |
| Anapo                        | 0500                |                                                           | Sizilien          | in Betrieb |
| Avise                        | 0144                | Dora di Valgrisenche, Beauregard-Talsperre                | Aostatal          | in Betrieb |
| Aymavilles                   | 08,6                | Dora Baltea                                               | Aostatal          | in Betrieb |
| Barbian                      | 055                 | Eisack                                                    | Trentino-Südtirol | in Betrieb |
| Bard                         | 04,1                | Dora Baltea                                               | Aostatal          | in Betrieb |
| Boazzo                       | 095                 | Chiese                                                    | Trentino-Südtirol | in Betrieb |
| Brixen                       | 0123                | Eisack, Rienz, Mühlbacher Stausee, Franzensfester Stausee | Trentino-Südtirol | in Betrieb |
| Bruneck-Olang                | 042                 | Rienz, Antholzer Bach, Olanger Stausee                    | Trentino-Südtirol | in Betrieb |
| Caoria                       | 039                 | Travignolo, Lago Forte Buso                               | Trentino-Südtirol | in Betrieb |
| Capriati                     | 0113                | Sava, Lete                                                | Kampanien         | in Betrieb |
| Carzano                      | 011                 | Brenta                                                    | Trentino-Südtirol | in Betrieb |
| Castelpietra                 | 04,6                | Canali                                                    | Trentino-Südtirol | in Betrieb |
| Cimarosa-Presenzano          | 1000                |                                                           | Kampanien         | in Betrieb |
| Cimego                       | 0229                | Chiese                                                    | Trentino-Südtirol | in Betrieb |
| Champagne 1                  | 011,5               | Dora di Rhêmes                                            | Aostatal          | in Betrieb |
| Champagne 2                  | 029                 | Dora Baltea                                               | Aostatal          | in Betrieb |
| Châtillon                    | 029                 | Marmore, Covalou-Talsperre                                | Aostatal          | in Betrieb |
| Chavonne                     | 027                 | Grand Eyvia                                               | Aostatal          | in Betrieb |
| Cogolo                       | 087                 | Noce                                                      | Trentino-Südtirol | in Betrieb |
| Costabrunella – Grigno       | 013                 | Brenta, Lago di Costabrunella                             | Trentino-Südtirol | in Betrieb |
| Covalou                      | 041                 | Marmore, Ussin-Talsperre                                  | Aostatal          | in Betrieb |
| Edolo                        | 1000                | Lago Avio, Lago Benedetto                                 | Lombardei         | in Betrieb |
| Entracque                    | 1318                | Lago del Chiotas, Lago della Rovina                       | Piemont           | in Betrieb |
| Faubourg                     | 010,6               | Dora di Verney                                            | Aostatal          | in Betrieb |
| Glurns                       | 092                 | Etsch, Reschensee, Haidersee                              | Trentino-Südtirol | in Betrieb |
| Gressoney                    | 016                 | Lys, Gabiet-Talsperre                                     | Aostatal          | in Betrieb |
| Grosio                       | 0431                | Adda, Valgrosina-Talsperre                                | Lombardei         | in Betrieb |
| Hône 1                       | 018,5               | Dora Baltea                                               | Aostatal          | in Betrieb |
| Hône 2                       | 011                 | Ayasse                                                    | Aostatal          | in Betrieb |
| Isollaz                      | 032                 | Evançon, Brusson-Talsperre                                | Aostatal          | in Betrieb |
| Kardaun                      | 0120                | Eisack                                                    | Trentino-Südtirol | in Betrieb |
| Kastelbell                   | 076,5               | Etsch, Laaserbach, Mareinbach, Plima, Schlumserbach       | Trentino-Südtirol | in Betrieb |
| Kuppelwies                   | 042                 | Arzkarsee                                                 | Trentino-Südtirol | in Betrieb |
| Laas                         | 063                 | Plima, Zufrittsee                                         | Trentino-Südtirol | in Betrieb |
| Lana                         | 0132                | Pankrazer Stausee                                         | Trentino-Südtirol | in Betrieb |
| Lappach                      | 029,8               | Neves-Stausee                                             | Trentino-Südtirol | in Betrieb |
| Maën Cignana                 | 022                 | Marmore, Cignana-Talsperre                                | Aostatal          | in Betrieb |
| Maën Perrères                | 025                 | Marmore, Perrères-Talsperre                               | Aostatal          | in Betrieb |
| Malga Mare                   | 012,5               | Noce                                                      | Trentino-Südtirol | in Betrieb |
| Marling                      | 043,6               | Etsch                                                     | Trentino-Südtirol | in Betrieb |
| Maso Corona                  | 044                 | Leno, Speccheri-Talsperre, Lago di Busa                   | Trentino-Südtirol | in Betrieb |
| Mezzocorona                  | 063                 | Noce                                                      | Trentino-Südtirol | in Betrieb |
| Montjovet                    | 050                 | Dora Baltea                                               | Aostatal          | in Betrieb |
| Montorio                     | 0110                | Vomano, Piaganini-Talsperre                               | Abruzzen          | in Betrieb |
| Mühlen                       | 016,5               | Mühlwalder Bach                                           | Trentino-Südtirol | in Betrieb |
| Nus                          | 07,5                | Saint-Barthélemy                                          | Aostatal          | in Betrieb |
| Perrères                     | 018                 | Marmore, Goillet-Talsperre                                | Aostatal          | in Betrieb |
| Ponale                       | 0117                | Lago di Ledro                                             | Trentino-Südtirol | in Betrieb |
| Pont-Saint-Martin            | 045                 | Lys                                                       | Aostatal          | in Betrieb |
| Pra da Stua                  | 05,2                | Aviana, Lago di Prà della Stua                            | Trentino-Südtirol | in Betrieb |
| Predazzo                     | 015,2               | Avisio, Lago di Pezzé                                     | Trentino-Südtirol | in Betrieb |
| Providenza                   | 0141                | Lago di Campotosto, Provvidenza-Talsperre                 | Abruzzen          | in Betrieb |
| Quart                        | 038,5               | Dora Baltea                                               | Aostatal          | in Betrieb |
| Quincinetto                  | 021                 | Dora Baltea                                               | Aostatal          | in Betrieb |
| Roncovalgrande               | 1016                | Lago Delio                                                | Lombardei         | in Betrieb |
| Saint-Clair                  | 031                 | Dora Baltea                                               | Aostatal          | in Betrieb |
| San Colombano                | 018,7               | Leno di Terragnolo, Lago di San Colombano                 | Trentino-Südtirol | in Betrieb |
| San Fiorano                  | 0568                | Lago d'Arno                                               | Lombardei         | in Betrieb |
| San Floriano                 | 0195                | Avisio, Stramentizzo-Stausee                              | Trentino-Südtirol | in Betrieb |
| Ignazio Silone – San Giacomo | 0448                | Vomano, Provvidenza-Talsperre, Piaganini-Talsperre        | Abruzzen          | in Betrieb |
| Santa Massenza               | 0390                | Sarca, Lago di Molveno                                    | Trentino-Südtirol | in Betrieb |
| San Silvestro                | 025,5               | Vanoi                                                     | Trentino-Südtirol | in Betrieb |
| Sendren                      | 09,5                | Lys                                                       | Aostatal          | in Betrieb |
| Signayes                     | 041                 | Buthier                                                   | Aostatal          | in Betrieb |
| Stazzona                     | 030                 | Adda                                                      | Lombardei         | in Betrieb |
| Storo                        | 020                 | Chiese                                                    | Trentino-Südtirol | in Betrieb |
| St. Anton                    | 090                 | Talfer                                                    | Trentino-Südtirol | in Betrieb |
| St. Pankraz                  | 035                 | Zoggler-Stausee                                           | Trentino-Südtirol | in Betrieb |
| St. Walburg                  | 047,2               | Weißbrunnsee, Falschauer                                  | Trentino-Südtirol | in Betrieb |
| Taio                         | 0104                | Noce, Lago di Santa Giustina                              | Trentino-Südtirol | in Betrieb |
| Töll                         | 023,6               | Etsch                                                     | Trentino-Südtirol | in Betrieb |
| Torbole                      | 0124                | Sarca, Lago di Cavedine                                   | Trentino-Südtirol | in Betrieb |
| Torrent                      | 014,49              | Dora di Verney                                            | Aostatal          | in Betrieb |
| Val Noana                    | 055                 | Cismon, Lago di Val Noana                                 | Trentino-Südtirol | in Betrieb |
| Valpelline                   | 0130                | Buthier, Place Moulin-Talsperre                           | Aostatal          | in Betrieb |
| Val Schener – Moline         | 024,7               | Cismon, Schenersee                                        | Trentino-Südtirol | in Betrieb |
| Venina                       | 0146                | Armisa, Caronno, Venina, Venina-Talsperre                 | Lombardei         | in Betrieb |
| Vedello                      | 033                 | Caronno, Vedello, Scais-Talsperre                         | Lombardei         | in Betrieb |
| Verrès                       | 012,3               | Evançon                                                   | Aostatal          | in Betrieb |
| Weißbrunn                    | 010,2               | Grünsee                                                   | Trentino-Südtirol | in Betrieb |
| Zivertaghe                   | 07,8                | Cismon                                                    | Trentino-Südtirol | in Betrieb |
| Zuino                        | 023,2               | Lys, Bielciuken-Talsperre                                 | Aostatal          | in Betrieb |